# 4205 David Hughes
A 4205 David Hughes (ideiglenes jelöléssel 1985 YP) egy marsközeli kisbolygó. Edward L. G. Bowell fedezte fel 1985. december 18-án.